# 岡部史
岡部 史（おかべ ふみ、1951年 - ）は、日本の翻訳家、食文化研究者、児童文学作家、歌人。塔短歌会所属。

## 略歴
山形県小国町出身。
米沢興譲館高等学校を受験、入学するが、父の転勤により東京に移り、一年の二学期より都立雪谷高校へ編入学。1974年、日本女子大学文学部史学科卒業。
横浜市役所に10年間勤務後、夫の渡米に伴いアメリカのノースカロライナ大学で学ぶ。
1983年、塔短歌会入会。
帰国後は児童文学の翻訳に携わり、児童文学を中心に好きな本を翻訳。1989年に初の訳書『はだしのバレリーナ』（ポプラ社）を刊行。
1993年、翻訳作品『魔女図鑑』（マルカム・バード著）が、剣淵町絵本の館が主催する第3回剣淵絵本の里大賞を受賞。『魔女図鑑』は英国のマルカム・バードが作・絵を手掛け、ちょっと意地悪でおしゃれな魔女の暮らしや趣味、ファッションを面白おかしくつづったもので、1992年に出版され、累計20万部を発行した。岡部が翻訳する作品には女の子の主人公が多く「米国で暮らし、日本の女性は活躍する場が限られていると感じた。女の子があこがれるような話を紹介し、物語を通して女性を応援したかった」と振り返っている。
1999年、「星の界・砂の界」で第45回角川短歌賞候補。2000年「高原を吹く風」で第46回角川短歌賞候補。
2009年3月、河野裕子の癌の歌をきっかけに受診したところ、子宮体癌と判明。2016年2月、闘病歌日記『ニつぶ重いやまひだれ』を発表した。これは短歌とエッセイを組み合わせた形式の歌日記である。
リンパ節の除去も必要だったことから術後にリンパ浮腫を発症し、手術を受ける。これらの経緯は朝日新聞「患者を生きる」に6回にわたり連載される。「短歌のはげまし」という副題にみられるように、生活・写実を主とする短文である短歌は闘病時の思いを端的に表現でき、病者の心のよりどころになることを述べている。

## 著書

### 単著
- 『マユのお姫様修行』（ポプラ社） 1990
- 『17文字はときめきパズル』（ポプラ社） 1990
- 『古きよきアメリカンスイーツ』（平凡社新書） 2004
- 『お菓子のうた』（ブイツーソリューション） 2012
- 『ニつぶ重いやまひだれ』（青磁社） 2015
- 『郷土菓子のうた - 甘味の地域文化誌』（ブイツーソリューション） 2017
- 『砂糖をめぐる旅 白い狂気を追って』（ブイツーソリューション） 2022

### 歌集
- 『コットンドリーム』（雁書房） 1988
- 『宇宙卵』（筑波書房） 1991
- 『韃靼の羊』（砂子屋書房） 2002
- 『海の琥珀』（短歌研究社） 2022

その他著書多数

## 翻訳
- 『はだしのバレリーナ』（ドウールーリ原作、ポプラ社） 1989
- 『魔女図鑑』（マルカム・バート原作、金の星社） 1992
- 『どうぶつがいっぱい』(レスター原作、カワイ出版） 1995
- 『ポコリンのふしぎなドア』(ジェニングス原作、カワイ出版） 1997
- 『くつのおうち』（マクリーン原作、カワイ出版） 1995
- 『まふぇっとさんのおみせ』（マクリーン原作、カワイ出版） 1995
- 『かぼちゃのおうち』（マクリーン原作、カワイ出版） 1996
- 『むらのゆうびんきょく』（マクリーン原作、カワイ出版） 1996
- 『なしのきのうえん』（マクリーン原作、カワイ出版） 1996
- 『きょうりゅうくんだあいすき』（ステイックランド原作、カワイ出版） 2001
- 『オペラ座の怪人』（ガストン・ルルー原作、K・マクマラン著、金の星社）2005、のちフォア文庫 2010